# Bolsa de Yakarta
Bursa Efek Jakarta (BEJ) o Jakarta Stock Exchange (JSX) fue la bolsa de valores de Yakarta, Indonesia hasta que se fusionó con la Bolsa de Surabaya creando la Bolsa de Indonesia.

## Historia
Originalmente abierta en 1912 bajo el gobierno colonial holandés, fue reabierta en 1977 después de varios cierres durante la Primera y la Segunda Guerra Mundial. Una vez reabierta en 1977, la bolsa estuvo bajo el control de la recién creada agencia ejecutiva para el mercado de capitales (Badan Pelaksana Pasar Model o Bapepam), que a su vez estaba bajo el Ministerio de Finanzas. 
La actividad de negociación y la capitalización crecieron junto con el desarrollo financiero de Indonesia y el sector privado. El 13 de julio de 1992 la bolsa fue privatizada bajo la propiedad de Jakarta Exchange Inc. Como resultado las funciones de Bapepam pasaron a ser la agencia de supervisión del mercado de valores. El 22 de marzo de 1995, JSX estrenó el sistema de negociación automático (JATS).
En septiembre de 2007 la Bolsa de Yakarta y la Bolsa de Surabaya se fusionaron para crear la Bolsa de Indonesia, la única que opera en Indonesia.